# 奧爾海伊

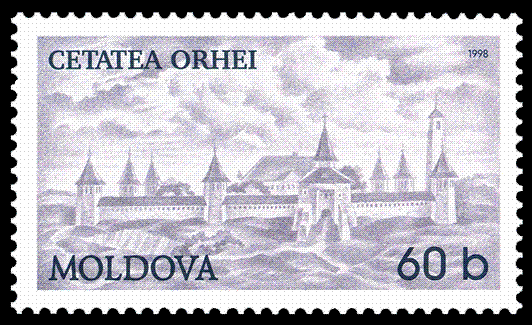

奧爾海伊（羅馬尼亞語：Orhei，發音：[orˈhej]）是摩爾多瓦的城市，也是奧爾海伊區的首府，位於該國中部，距離首都基希涅夫50公里，面積8.5平方公里，海拔高度68米，2012年人口33,500。

## 外部連結
- Orhei

47°23′N 28°49′E / 47.383°N 28.817°E